# Les règles de la méthode sociologique
Les règles de la méthode sociologique (en català: Les regles del mètode sociològic) és un llibre d'Émile Durkheim publicat per primera vegada el 1895. És reconegut com el resultat directe dels projectes de l'autor per establir la sociologia com una ciència social positivista. Durkheim és considerat un dels pares de la sociologia, i aquest assaig, el seu manifest de la sociologia. Durkheim diferencia la sociologia d'altres ciències i en justifica la raó de ser. La sociologia és la ciència dels fets socials. Durkheim planteja dues tesis centrals, sense les quals la sociologia no seria pas una ciència:
1. Li cal un objecte específic d'estudi. A diferència de la filosofia o la psicologia, l'objecte d'estudi de la sociologia són els fets socials.
2. Cal respectar i aplicar-hi un mètode objectiu científic reconegut, el més proper possible a les ciències exactes. Aquest mètode ha d'evitar els prejudicis i judicis subjectius.[4]

Aquesta obra fou fonamental per a definir la nova ciència de la sociologia. L'argument de Durkheim que les ciències socials han d'abordar-se amb el mateix mètode científic rigorós que s'usa en les ciències naturals fou considerat revolucionari per a l'època.
L'assaig es considera un text fundacional en sociologia i ha estat molt difós en teoria sociològica. El seu significat encara continua sent debatut. El sociòleg britànic Anthony Giddens, estudiós de l'obra de Durkheim, publicà el 1976 un assaig en diàleg amb aquestes premisses, titulat Les noves regles del mètode sociològic: crítica positiva de les sociologies interpretatives.

## La sociologia com a estudi dels fets socials
La preocupació de Durkheim és establir la sociologia com a ciència. En defensar un lloc per a la sociologia entre altres ciències, escriu: "La sociologia no és, doncs, un auxiliar de cap altra ciència; és per si mateixa una ciència distinta i autònoma. Per a donar a la sociologia un lloc en el món acadèmic i per a assegurar que siga una ciència legítima, ha de tenir un objecte clar i distint de la filosofia o la psicologia. Argumenta: "Hi ha en la societat un grup de fenòmens que es poden diferenciar dels estudiats per les altres ciències naturals. Respecte als fets socials, Durkheim els defineix així:
| « | Un fet social és una manera d'actuar, fixa o no, capaç d'exercir sobre l'individu una coacció externa; o una manera d'actuar general en una societat concreta, mentre que alhora existeix per dret propi independent de les manifestacions individuals. | » |

La definició de fets socials revela el paradigma holístic en què els defineix Durkheim per dos trets primordials: són exteriors i coercitius als individus. No sols representen el capteniment, sinó també les normes que regeixen el capteniment i li donen significat. Els fets socials no sols han estat assumits per la societat, sinó que també han estat adoptats per la societat com a normes a seguir. La llei, la llengua, la moralitat i el matrimoni són exemples d'ideals formats pel pensament individual que s'han manifestat en aquestes institucions concretes que ara ens obliguen a respectar. Els fets socials poden ser restrictius: si els individus no hi actuen segons aquests dicten, es poden enfrontar a sancions socials. La naturalesa vinculant dels fets socials sol ser implícita, perquè els individus fan interiors les normes socials en el procés d'educació i socialització.
Durkheim diferencia dos tipus de fets socials: fets socials normals -que, dins d'una societat, ocorren regularment i més sovint- i fets socials patològics -que són molt menys comuns.

## Principis de sociologia
Segons Durkheim, els sociòlegs, sense prejudicis, han d'estudiar els fets socials com a fenòmens reals i objectius. Durkheim escribió: "La regla primera i fonamental és considerar els fets socials com coses". Açò implica que la sociologia ha de respectar i aplicar un mètode científic objectiu reconegut, acostant-lo al màxim a les altres ciències exactes. Aquest mètode ha d'evitar a tota costa el prejudici i el judici subjectiu. A més, Durkheim parla sobre els fenòmens socials i com s'han d'estudiar. Durkheim escrigué:
| « | Els fenòmens socials s'han de considerar en si mateixos, despresos dels éssers conscients que se'n formen les seues representacions mentals. Cal estudiar-los des de fora, com coses exteriors, perquè així se'ns presenten. | » |